# Schizymenium andinum
Schizymenium andinum là một loài Rêu trong họ Bryaceae. Loài này được (Sull.) A.J. Shaw miêu tả khoa học đầu tiên năm 1985.